# Luetzelburgia auriculata
Luetzelburgia auriculata là một loài thực vật có hoa trong họ Đậu. Loài này được (Allemao) Ducke miêu tả khoa học đầu tiên.